# Бордушелу
Бордушелу (рум. Bordușelu) — село у повіті Яломіца в Румунії. Входить до складу комуни Чокіна.
Село розташоване на відстані 76 км на схід від Бухареста, 25 км на захід від Слобозії, 133 км на захід від Констанци, 123 км на південний захід від Галаца.

## Населення
За даними перепису населення 2002 року у селі проживали 928 осіб, усі — румуни. Усі жителі села рідною мовою назвали румунську.